# CoreXY
CoreXY beschreibt eine Antriebsform auf der Ebene, die häufig bei 3D-Druckern zum Einsatz kommt. Ein Werkzeug wird dabei von zwei feststehenden Schrittmotoren über zwei Zahnriemen bewegt.

## Bewegungsgleichungen

CoreXY, Diagramm

Um das Werkzeug auf der X-Achse zu bewegen, werden beide Motoren jeweils in dieselbe Richtung bewegt, für Bewegungen auf der Y-Achse drehen sich die Motoren in entgegengesetzte Richtungen. Für diagonale Bewegungen dreht sich jeweils nur ein Motor. Daraus ergeben sich folgende Bewegungsgleichungen, wobei {\displaystyle A} und {\displaystyle B} für die beiden Motoren stehen.
{\displaystyle {\begin{aligned}\Delta X&={\frac {1}{2}}(\Delta A+\Delta B)\\\Delta Y&={\frac {1}{2}}(\Delta A-\Delta B)\\\Delta A&=(\Delta X+\Delta Y)\\\Delta B&=(\Delta X-\Delta Y)\end{aligned}}}

## Hintergrund
Bei linearen, kartesischen Systemen ist die X-Achse inkl. Antrieb fest mit dem Rahmen der Maschine verbunden, die Y-Achse inkl. deren Antrieb ist auf die X-Achse aufgesetzt und hat keine direkte Verbindung zum Rahmen der Maschine (vgl. Kreuztisch). Für eine Bewegung auf der X-Achse muss somit die gesamte Masse der Y-Achse inkl. deren Antrieb mit transportiert werden.
Der Vorteil von CoreXY gegenüber solchen Antrieben ist, dass die Schrittmotoren für die X- und Y-Achse jeweils mit dem Rahmen der Maschine verbunden sind und somit weniger träge Masse hinsichtlich der bewegten Teile im Spiel ist. Dies ist besonders für Systeme mit hohen Beschleunigungen bzw. Richtungsänderungen, wie z. B. FDM-3D-Drucker, relevant. Hierbei können somit deutlich höheren Druckgeschwindigkeiten ohne Qualitätsverlust erreicht werden. Ein Nachteil ist die aufwändigere Konstruktion, die sich unter anderem auf den Aufwand bei der Herstellung, Wartung oder Reparaturen auswirkt. Eine besondere Herausforderung ist dadurch gegeben, dass die beiden Zahnriemen entweder über Kreuz oder in zwei Ebenen geführt werden müssen.

### Andere Systeme
H-Bot ist ein zu CoreXY ähnlicher kombinierter Antrieb mit feststehenden Motoren, jedoch mit nur einem umlaufenden Zahnriemen.
Konventionelle kartesische 3D-Drucker nutzen ebenfalls zwei Motoren auf der XY-Ebene, jedoch steuern beide Motoren unabhängig jeweils eine der Achsen. Um die träge Masse zu reduzieren, werden bei solchen Druckern die Achsen entkoppelt. Die Y-Achse stellt hierbei das Druckbett dar und fährt dieses vor und zurück, während der Druckkopf auf der darüberliegenden X-Achse verfährt. Aufgrund dieser Bauweise werden solche Drucker (z. B. der Prusa i3) auch als Bed Slinger (deutsch etwa „(Druck-)bett-Schleuderer“, umgangssprachlich  "Bettschubser") bezeichnet.